# Greed (concurso estadounidense)
Greed fue un concurso de televisión americano que fue transmitido en Fox del 4 de noviembre de 1999 hasta el 14 de julio de 2000. El concurso fue presentado por Chuck Woolery; el narrador del programa fue Mark Thompson. Un equipo de concursantes tenía que responder preguntas de opción múltiple para ganar un máximo de dos millones de dólares estadounidenses.

## Historia de radiodifusión
Greed estrenó el 4 de noviembre de 1999, y fue la equivalencia de Fox para el concurso norteamericano más popular en este tiempo, Who Wants to Be a Millionaire. Después una buena ejecución inicial durante los primeros cuatro meses, el programa fue renovado para el verano de 2000 con posibilidad de regreso en la temporada 2000–01. Sin embargo, el programa fue cancelado el 14 de julio de 2000, que también fue el día de su último episodio.
Se han vuelto a emitir todos los episodios del programa en Game Show Network en diferentes períodos desde 2002.

## Reglas del juego
El concurso fue dividido en dos partes: una ronda clasificatoria y el juego principal. 
Ronda clasificatoria
En esta ronda seis concursantes fueron requeridos para responder a una pregunta con una respuesta numérica. Todos los concursantes usaron un teclado para dar sus respuestas. Una vez revelada la respuesta correcta, los cinco concursantes que eran más cercanos del número particular fueron llamados uno a la vez comenzando con el concursante más exacto (que convirtió al capitán del equipo). El concursante que era más alejado del número actual fue eliminado del juego.
Comenzando con el episodio del 28 de abril de 2000 (el primer episodio de Super Greed) y continuado por el resto de la serie (con la excepción de algunos episodios), la ronda de calificación fue descontinuada, y los posiciones de los cinco concursantes en el juego principal fueron determinados aleatoriamente.
Juego principal
El equipo que consiste cinco concursantes tenía que responder a ocho preguntas con valores de $25.000 a $2.000.000.
Las primeras cuatro preguntas tiene sola una respuesta correcta, que fue seleccionado de 4 (primeras dos preguntas) or 5 (próxima dos preguntas) respuestas posibles. La pregunta fue leída a un concursante, que seleccionó una respuesta. El capitán del equipo entonces tuvo la opción para aceptar o rechazar la respuesta seleccionada (si la opción segunda fue tomado, el capitán debió seleccionar una respuesta alternativa). Si la respuesta seleccionada fue correcta, el equipo avanzó a la próxima pregunta; el capitán debe la opción para terminar el juego antes la pregunta sería revelada. Si la respuesta fue incorrecta, el equipo fue eliminado del juego con no ganancias. El concursante en la primera posición respondió a la primera pregunta; las tres preguntas siguientes fueron respondidas por las concursante en las posiciones próximas.
Después la cuarta pregunta, las reglas del juego cambiaría. Los concursantes tenían que responder a preguntas con cuatro respuestas correctas. Para la quinta pregunta hubo seis respuestas posibles; esto aumentó en una respuesta adicional con las siguientes preguntas. El equipo fue notificado como la categoría antes de la pregunta fue leído y tenía la opción para terminar el juego. Si el equipo decidió a continuar, una ronda del Terminador fue jugando antes de la pregunta. El capitán obtenía un "Freebie" antes de la quinta pregunta, y podría usar este ayuda para eliminar una respuesta incorrecta. Las respuestas de las próximas tres preguntas después de la cuarta pregunta fueron seleccionados para las concursantes en las posiciones dentro del capitán. Si tuvo menos de cinco concursantes restantes en el juego, el capitán seleccionó la penúltima respuesta y tuvo la opción para seleccionar la última respuesta o pasar este decisión a otro miembro del equipo; el capitán tenía la opción para reemplazar solo una de las cuatro respuestas seleccionadas.
Las respuestas correctas fueron reveladas una a la vez; si el equipo tuvo tres respuestas correctas, el capitán del equipo fue ofrecido una oportunidad para terminar el juego con una compra del premio de consolidación. En la quinta y la sexta preguntas, el primo de consolidación fue una décima parte del valor de la pregunta, que se dividiría con los otros concursantes. En la séptima pregunta, todos los concursantes tuvieron la oportunidad para dejar el juego con un coche de lujo y un primo de $25.000 en dinero efectivo. Si el equipo decidió para continuar, la cuarta respuesta correcta fue revelada. Si el equipo tuvo cuatro respuestas correctas, avanzó a la próxima pregunta; si tuvo una respuesta incorrecta, el equipo fue eliminado del juego con no ganancias otro que los ganancias que fue obtuvo en la ronda del Terminador y los premios que fueron aceptados por los concursantes.
| Pregunta | Premio              | Premio      |
| Pregunta | episodios regulares | Super Greed |
| -------- | ------------------- | ----------- |
| 1        | $25.000             | $25.000     |
| 2        | $50.000             | $50.000     |
| 3        | $75.000             | $75.000     |
| 4        | $100.000            | $100.000    |
| 5        | $200.000            | $200.000    |
| 6        | $500.000            | $1.000.000  |
| 7        | $1.000.000          | $2.000.000  |
| 8        | $2.000.000          | $4.000.000  |

Ronda del Terminador
La ronda del Terminador (en inglés: Terminator) es jugando antes de la quinta, sexta, y séptima preguntas del juego. Un concursante fue seleccionado aleatoriamente y tuvo que decidir uno de los otros concursantes para participar en una confrontación de una pregunta. Si el concursante seleccionado decidió a participar en la ronda, él/la ganó $10.000 para mantener independientemente del rendimiento posterior del equipo. Si el concursante rechazó la oportunidad, el juego avanzó a la próxima pregunta.
Los dos concursantes afectados si les dio una pregunta rápida cuando el primer concursante para responder con una respuesta correcta permaneció en el juego. Si un concursante responder con una respuesta incorrecta, el otro concursante ganó por defecto; el concursante sobreviviente tomó su parte de las ganancias del equipo. Originalmente, los concursantes fueron requeridos para escuchar a toda la pregunta antes de responder. Los concursantes que respondió más temprano fueron eliminados inicialmente, pero un cambio en las reglas a la mitad de la serie le permitió responder a la pregunta.
Pregunta de $2.000.000
Antes de la octava pregunta, los miembros restantes del equipo tuvieron la opción para continuar o terminar el juego con sus ganancias totales. Si un concursante decidió para continuar el juego, una pregunta con nueve respuestas posibles fue presentada. Si dos o más concursantes decidió para continuar, las preguntas Terminador serían repetidas hasta que quedó solo un concursante, pero esta situación nunca ocurrió en la historia de la serie. 
El concursante restante tenía 30 segundos para seleccionar cuatro respuestas. Después las respuestas fueron seleccionados, el concursante restante no tenía la oportunidad para cambiar sus respuestas o dejar el juego con un premio de consolación. Los respuestas actuales fue reveladas una por la vez; si todas las respuestas seleccionadas fueron correctas, él/la ganó $2.000.000. Sin embargo, si tuvo una respuesta incorrecta, él/la fue eliminado/a del juego con no ganancias otro que los ganancias que fue obtuvo en la ronda del Terminador.
La otra vez que la pregunta de $2.000.000 (que fue actualmente jugando por $2,2 millones) sería jugado fue en el tercer episodio del programa, que fue transmitido en el 18 de noviembre de 1999. El concursante restante fue requerido para determinar los cuatro olores más reconocibles por la nariz humana; él identificó correctamente tres de los olores reconocibles (mantequilla de maní, café, Vick VapoRub) peró tuvo una respuesta incorrecta (tuna – la cuarta respuesta correcta fue chocolate), y $200.000 fue deducido de las ganancias totales de su equipo.

## Episodios especiales
Bote progresivo
En el primer mes del programa, el valor de la pregunta final fue $2.000.000 con la adición de $50.000 para cada equipo que no ganó en la pregunta final. Después el valor de la pregunta final cruzó el umbral de $2.550.000, el valor de la pregunta final fue restablecido a $2.000.000.
Momento de $1.000.000
En el febrero de 2000, ocho concursantes quien estuvo cerca de la octava pregunta fueron reinvitados para competir en un segmento especial al fin de cuatro episodios. Dos concursantes jugó una pregunta rápida, que el primer concursante para responder correctamente avanzó a una nueva pregunta de $1.000.000. En ese segmento, el concursante restante tenía 30 segundos para estudiar la pregunta y 10 segundos para seleccionar sus cuatro respuestas. Los respuestas actuales fue reveladas una por la vez; si todas las respuestas seleccionadas fueron correctas, él/la ganó $1.000.000 en adición de su ganancia anterior.
Curtis Warren fue el único ganador de $1.000.000 en la historia del programa; después su apariencia inicial en el episodio del 11 de noviembre de 1999, él reapareció en el episodio del 11 de febrero de 2000. Él fue el mayor ganador en la historia del programa con un gran total de $1.410.000 en ganancias; él tuvo un récord de ganancias en Sale of the Century en 1986. El récord de Warren (que tuvo un gran total de $1.546.988 en tres concursos) fue superado de David Ledger en el concurso Twenty-One en el 15 de febrero de 2000, cuatro días después Warren ganó $1.000.000.
Super Greed
Del 28 de abril al 19 de mayo de 2000, el especial Super Greed fue transmitido. Los valores de las tres preguntas finales fue dubladas y el gran premio del programa aumentó a $4.000.000. En adición, el premio de consolación de la sexta pregunta fue aumentado a $100.000, y cada equipo que superó la sexta pregunta ganó un total garantizado de $200.000. Dos equipos alcanzó la séptima pregunta; un equipo tomó una oferta individual de un coche de lujo y $75.000 en dinero efectivo, y el otro equipo rechazó una oferta de $150.000 por cada concursante (y ganó un total de $2.000.000).

## Versiones internacionales
Todas las versiones internacionales fuera de la versión estadounidense fueron producidos por Pearson Television, que fue adquirida por FremantleMedia en 2002.
Además, estas tuvieron diferentes músicas (la versión británica agregó efectos de sonido adicionales en su secuencia de título) y gráficas en torno a una caja fuerte y una torre de lingotes de oro, sin embargo, los juegos utilizaron el mismo concepto que la versión estadounidense. El conjunto internacional estándar fue diseñado por Andy Walmsley.
| País                | Nombre                               | Presentador                                       | Cadena      | Premio máximo                             | Fechas de transmisión                           |
| ------------------- | ------------------------------------ | ------------------------------------------------- | ----------- | ----------------------------------------- | ----------------------------------------------- |
| Liga Árabe (Líbano) | يا قاتل يا مقتول Ya Qatel ya Maqtoul | Marcel Ghanem                                     | LBC         | US$1.000.000                              | 2002                                            |
| Alemania            | Ca$h—Das eine Million Mark-Quiz      | Ulla Kock am Brink                                | ZDF         | 1.000.000 DM                              | 21 de noviembre de 2000–13 de noviembre de 2001 |
| Argentina           | Codicia                              | Eduardo de la Puente                              | El Trece    | AR$500.000                                | 2001                                            |
| Australia           | Greed                                | Kerri-Anne Kennerley                              | Network Ten | A$1,000,000                               | 11 de febrero de 2001–29 de abril de 2001       |
| Brasil              | Audácia                              | Sílvio Santos                                     | SBT         | R$10.000.000                              | 2000                                            |
| Dinamarca           | Grisk - når det gælder               | Thomas Mygind (2001) Alex Nyborg Madsen (2001–02) | TV3         | kr. 2,000,000                             | 2001–02                                         |
| España              | Audacia                              | Jordi Estadella                                   | TVE1        | 100.000.000 Pts                           | 19 de octubre de 2000–2001                      |
| Finlandia           | Gr€€d                                | Petteri Ahomaa                                    | MTV3        | MK 1.000.000 (2000–01) €170.000 (2002–03) | 13 de octubre de 2000–15 de agosto de 2003      |
| Francia             | Mission 1 million                    | Alexandre Delpérier                               | M6          | 1.000.000 FF                              | 27 de noviembre de 2000–8 de diciembre de 2000  |
| Israel              | הפיתוי Ha-Pituy                      | Avri Gilad                                        | Channel 2   | ₪2,200,000                                | 3 de octubre de 2000–2001                       |
| Italia              | Gr€€d                                | Luca Barbareschi                                  | Rai Due     | L1.000.000.000                            | 18 de septiembre de 2000–6 de abril de 2001     |
| México              | Audacia, La Fiebre Del Dinero        | Marco Antonio Regil                               | Televisa    | MXN$1,000,000,000                         | 30 de diciembre de 2000–1 de enero de 2002      |
| Polonia             | Chciwość, czyli żądza pieniądza      | Mirosław Siedler                                  | Polsat      | 1,000,000 zł                              | 2001                                            |
| Portugal            | A Febre do Dinheiro                  | Carlos Cruz                                       | SIC         | 100,000,000 $                             | 2000–01                                         |
| Reino Unido         | Gr££d                                | Jerry Springer                                    | Channel 5   | £1.000.000                                | 18 de mayo 2001–9 de junio de 2001              |
| Rusia               | Алчность Alchnost                    | Alfred Koch Igor Jankowski Alexander Tsekalo      | NTV         | 2.000.000 руб                             | 10 de septiembre de 2001–30 de abril de 2002    |
| Sudáfrica           | Greed                                | Revin John                                        | SABC3       | R1.000.000                                | 2000                                            |
| Suecia              | Vinna eller försvinna                | Fredrik Belfrage                                  | SVT         | 1,000,000 kr                              | 2001                                            |
| Turquía             | Aslan Payı                           | Mehmet Aslantuğ                                   | aTV         | 1.000.000.000.000 TL                      | 2000                                            |
| Venezuela           | La fiebre del dinero                 | Fausto Malavé                                     | Venevisión  | 100.000.000 Bs.                           | 25 de mayo de 2001                              |